# Émile Mathis
Pour les articles homonymes, voir Mathis.

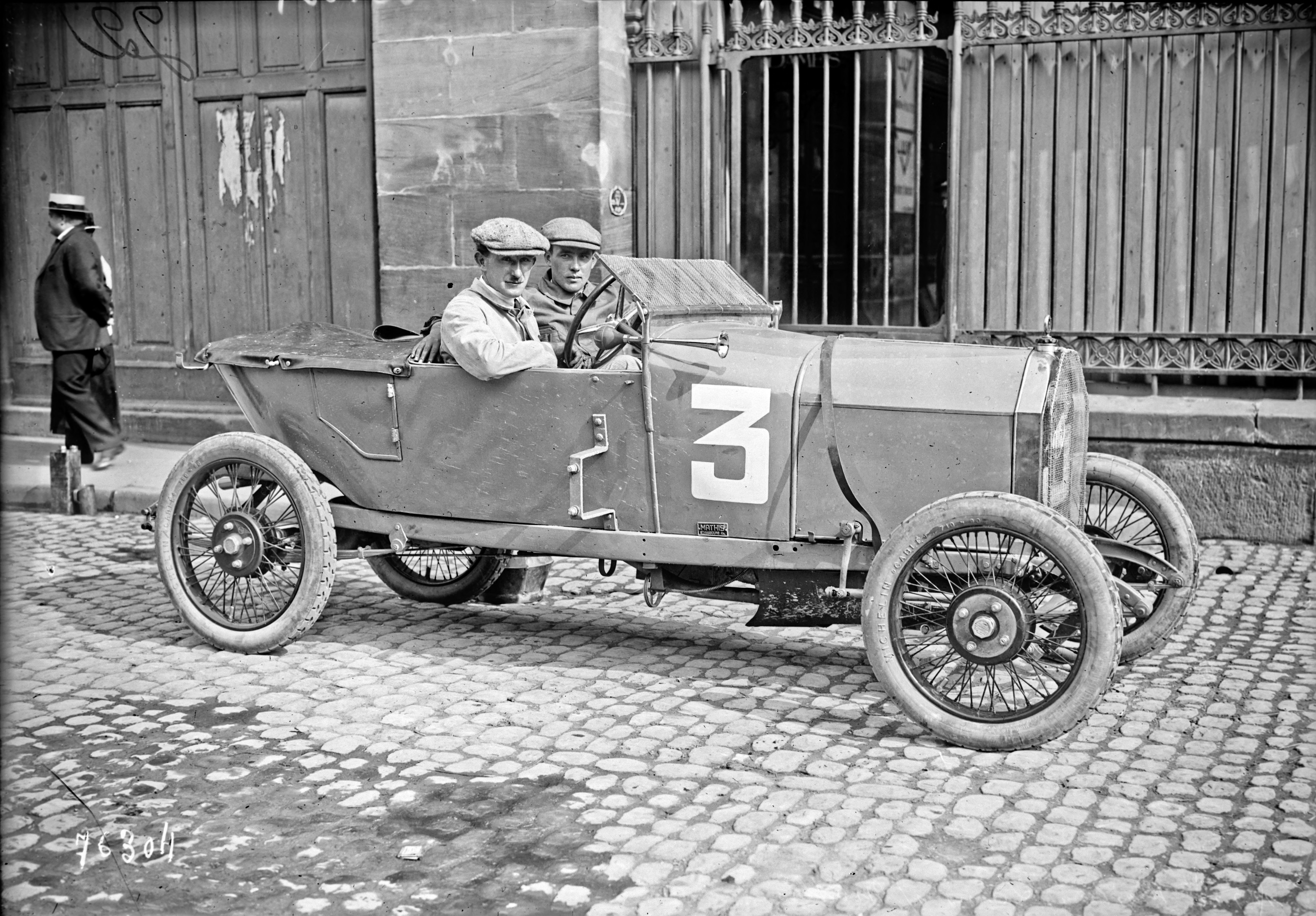
Lahms eu GP de l'ACF des voitures légères en 1922.

Émile Mathis, né le 15 mars 1880 à Strasbourg et mort le 3 août 1956 à Genève, est un ingénieur automobile alsacien, fondateur de la marque de constructeur automobile Mathis.

## Biographie
Fils d'hôtelier (Hôtel de Paris) de Strasbourg, Émile Mathis travaillait à ses débuts pour le groupe De Dietrich en compagnie d'Ettore Bugatti entre 1902 et 1904. Bugatti était chargé de la conception de la voiture De Dietrich tandis qu’Émile Mathis était, lui, chargé de sa commercialisation. Lorsque De Dietrich les remercia, en 1904, il investit ses économies pour créer la société « Mathis et Cie » à Strasbourg et embaucha Ettore Bugatti à ses côtés. En parallèle, il créa une seconde société « EEC Mathis » en vue de devenir distributeur d'automobiles de diverses marques. En 1905, alors représentant des grandes marques de l'époque, comme Fiat, Panhard et Levassor ou Minerva, il fit construire un garage à Strasbourg, l'Auto Mathis Palace, qui devint alors le plus grand garage d'Europe et le troisième du monde.
Son association avec Ettore Bugatti permit de produire des véhicules Mathis Hermes Simplex de 40, 60, et 90 ch à l'usine de Graffenstaden. En 1907, les associés se séparèrent, Dragutin Esser succédant à Bugatti, et Mathis fit construire en 1911 une vaste usine à Strasbourg afin de développer ses activités.
En 1907, une Mathis aux mains d’Émile Mathis participa au Kaiserpreis en catégorie « course ». En 1911, une Mathis toujours pilotée par Émile concourut pour représenter l'Allemagne à la Coupe de L'Auto pour voiturettes de Boulogne-sur-Mer, le 25 juin (épreuve qu'il termina à la treizième place). Entre 1906 et 1911 il participa à d'autres compétitions encore, parfois sur Fiat et en courses de côte. En 1912, trois Mathis Hermes Simplex s'imposèrent au Grand Prix Sport de l’Automobile Club Belge (ou GP du RACB).
Le 26 juin 1913, en premières noces, Émile Mathis épousa Marie-Jeanne-Alice Boyer.
Il dut abandonner lors du Grand Prix automobile de France 1921 (unique participation personnelle à l'épreuve de l'ACF), puis "Lahms" remporta pour lui le Grand Prix de l'ACF des moins de 400 kg en 1923 (doublé de la marque), et 1924 (triplé).
Dans l'entre-deux-guerres, il devint l'un des plus importants constructeurs d'automobiles français (le 4e par l'importance de sa production derrière Citroën, Renault et Peugeot) avec des automobiles Mathis populaires et réputées par leur économie d'utilisation (le slogan de la marque était « Le poids, voilà l'ennemi »).

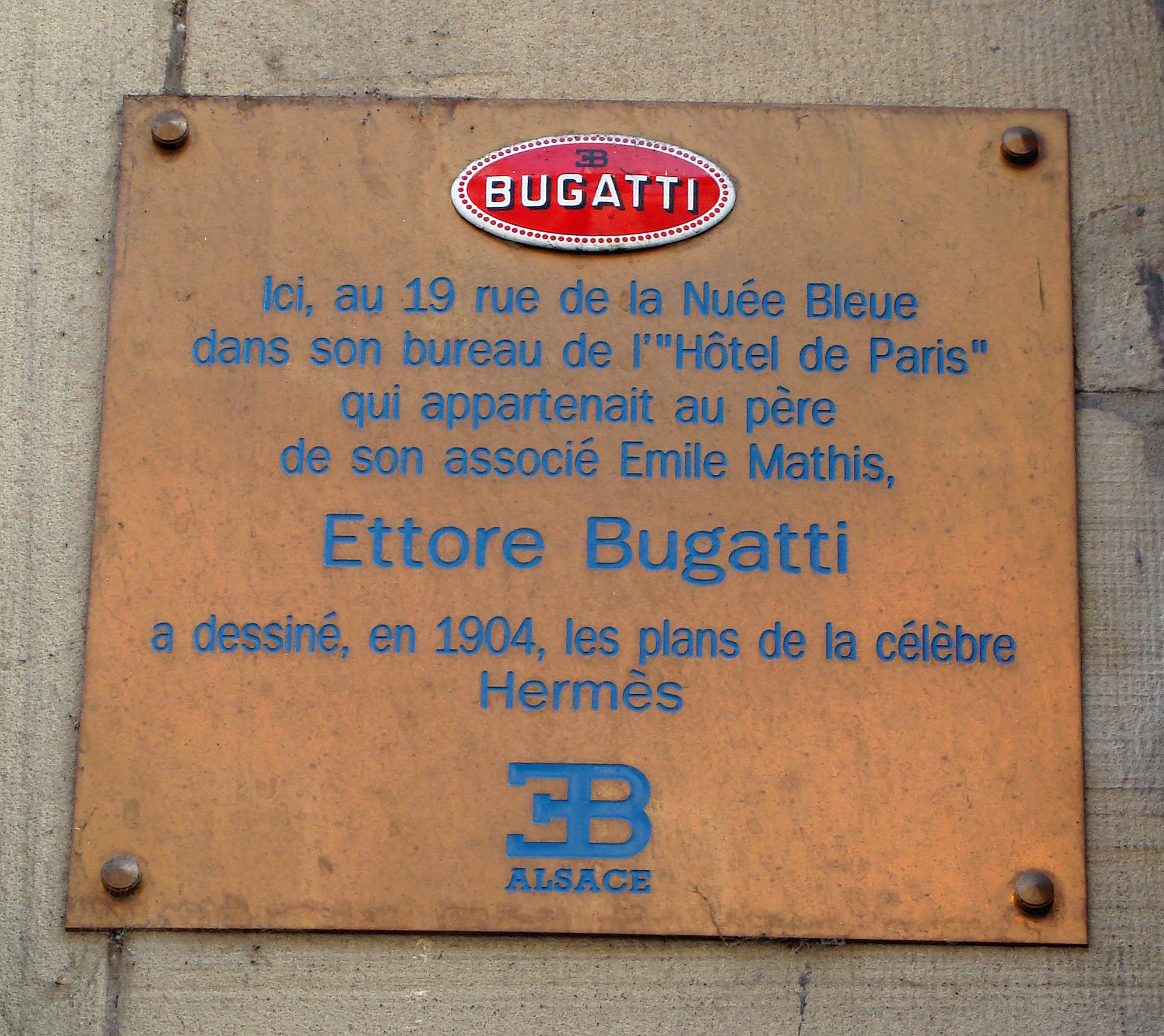
Ettore Bugatti & Émile Mathis (1904), plaque rue de la Nuée-Bleue à Strasbourg.

Pour faire face à la grande crise des années trente, il s'associa en 1934 avec Ford pour former la société automobile Matford. Association dissoute en 1941.

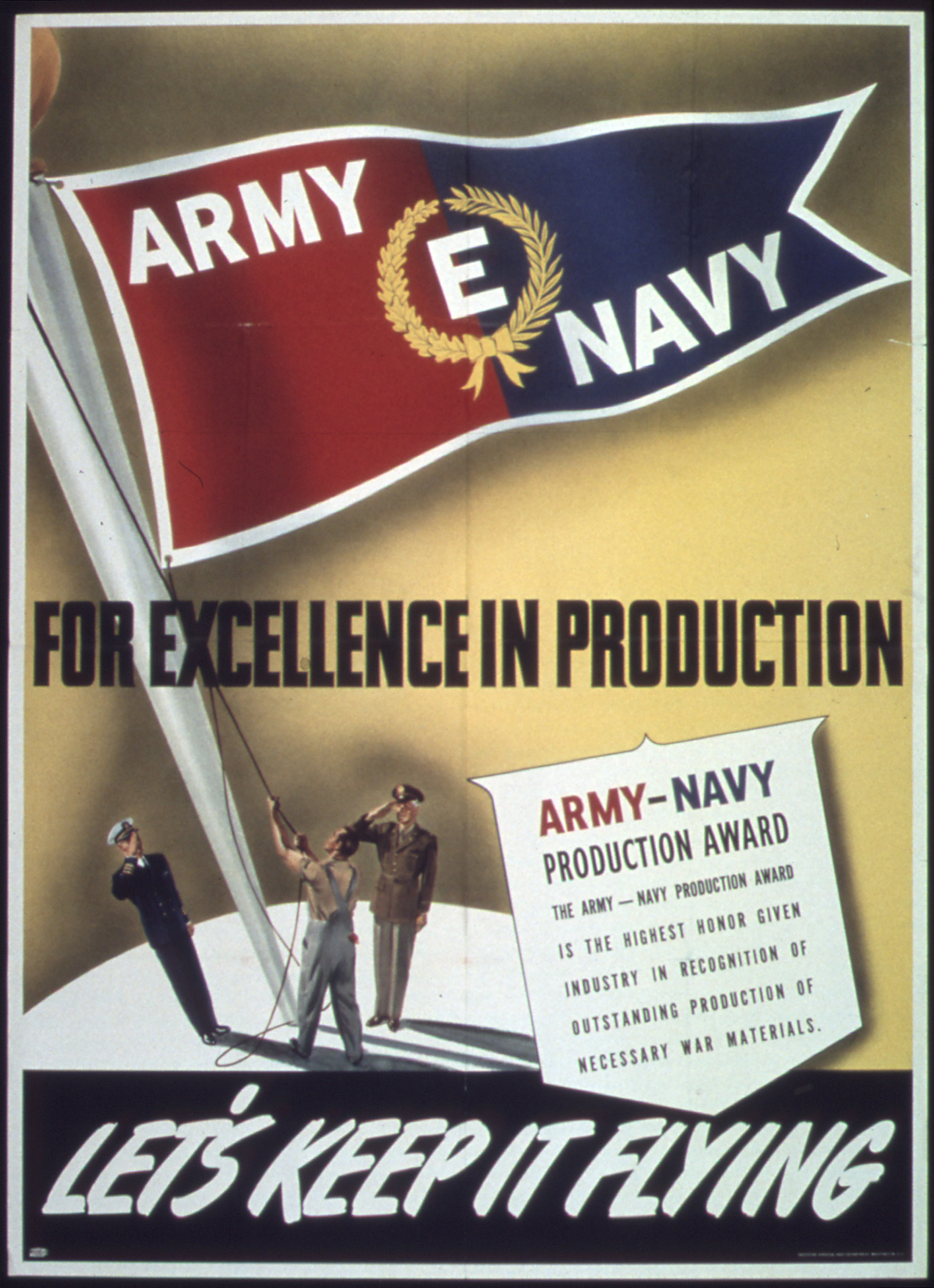
Le fanion de la marine américaine.

Dès que la France tomba aux mains des Allemands, lors de la Seconde Guerre mondiale, il quitta la France pour les États-Unis, emportant les plans de son usine, qu'il transmit aux Américains pour qu'ils la bombardent aux points stratégiques afin de détruire la production de munitions et moteurs d'avions que les Allemands avaient lancée et créa une nouvelle société appelée Matam Corporation (Matam pour MAthis AMérique) afin de poursuivre l'effort de guerre auprès des Alliés en produisant du matériel de guerre, notamment une quantité impressionnante d'obus pour la marine américaine, ce qui lui valut d'être décoré du fanion E à cinq étoiles (en).
De retour en France, en juillet 1946, il essaya de reconstruire et de remettre en marche ses usines, mais âgé, sans descendant et déçu par le refus d'aide de l'État, il cessa peu à peu ses activités. En secondes noces, le 30 novembre 1950, il épouse Jeanne-Marie-Marguerite Donnefort.
En 1953, les biens des usines de Strasbourg furent vendus à Citroën.
Il mourut accidentellement le 3 août 1956 à Genève en tombant par la fenêtre de son hôtel. Il est inhumé au cimetière de Passy, à Paris, le 8 août 1956.

## Hommage et postérité
- à Schiltigheim : un lycée - CFA porte son nom.
- à Strasbourg : une rue et un arrêt de tram portent son nom.

## Notes et références

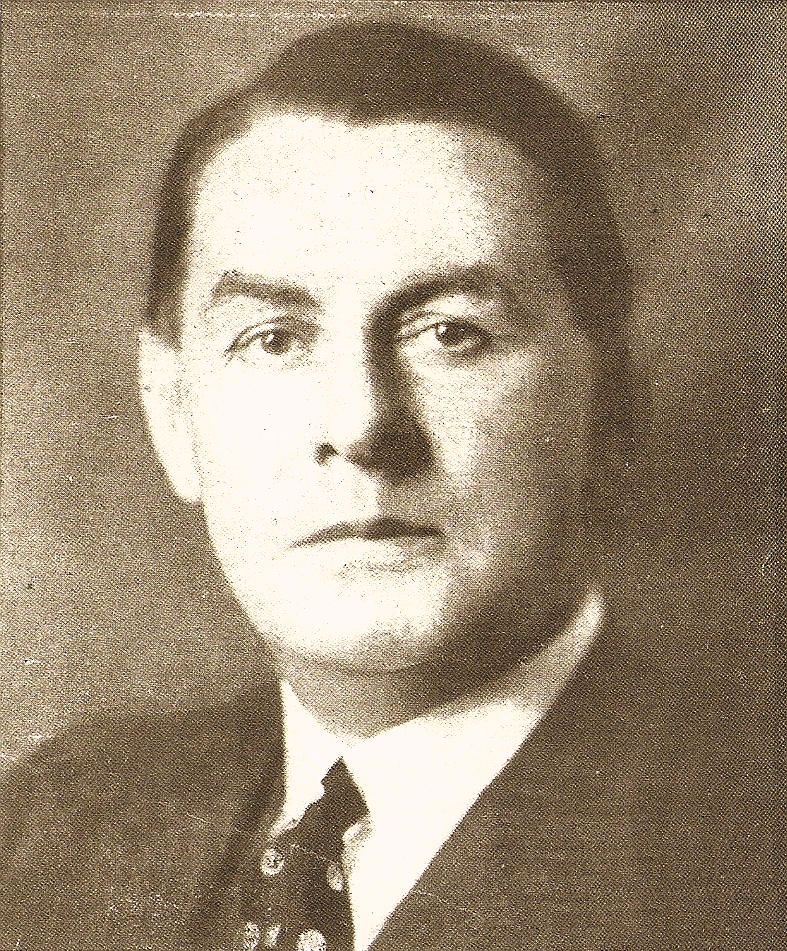
Mathis en 1931.

### Bibliographie

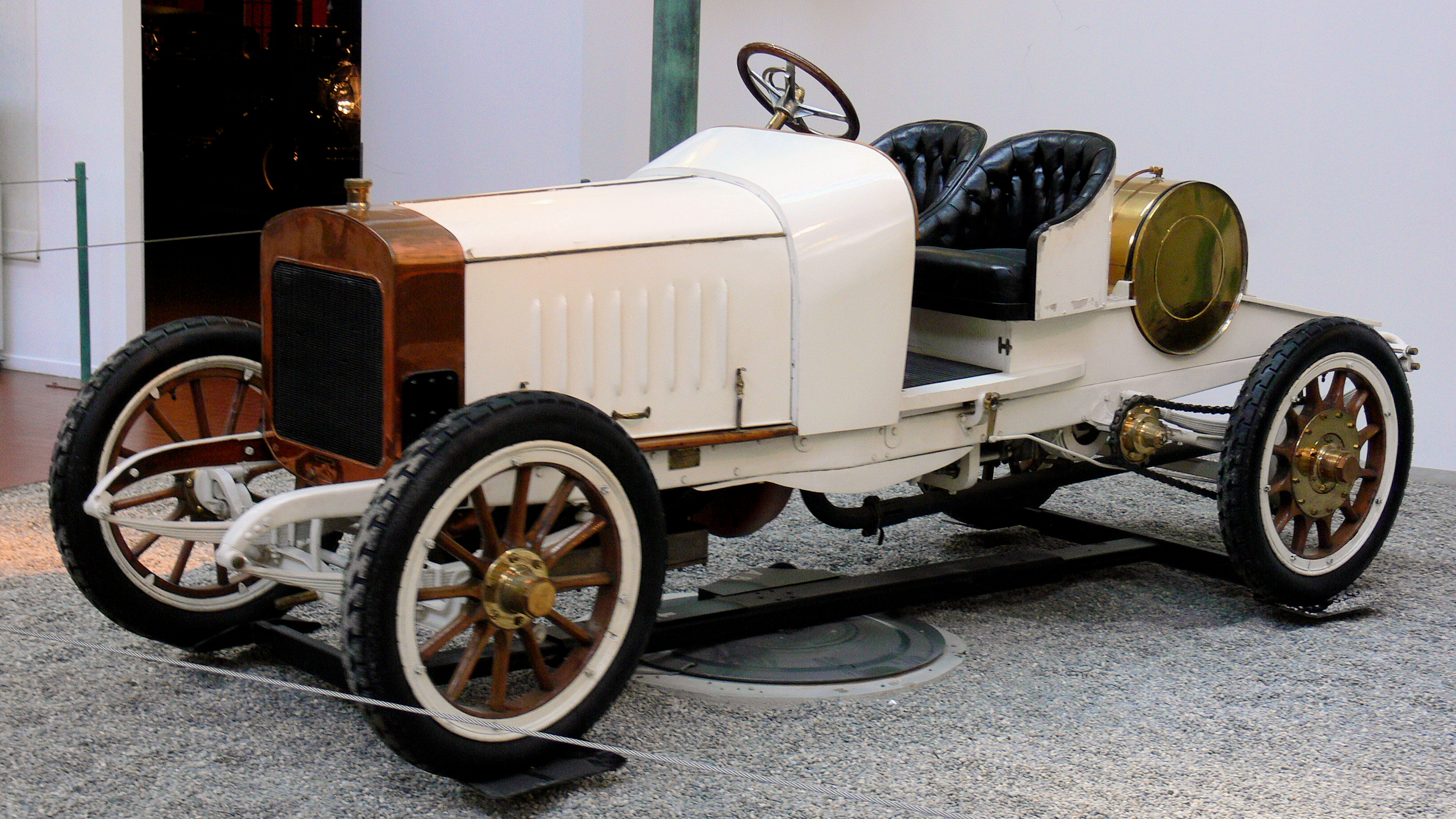
Une Mathis-Hermes simplex de 1904.